# Stefan Stocker
Stefan Stocker (Budapest, 1845 - Viena, 1910) fou un compositor i pianista hongarès.
La seva obra de compositor és quasi exclusivament pianística, destacant en aquesta unes variacions sobre un tema, cinc peces i vuit peces (op. 9 i 10), i per a quatre mans Escenes d'hivern i Quatre peces característiques. Per el clàssic de la seva línia melòdica i de la seva escriptura, se l'anomenava el Brahms hongarès.